# Goitschit

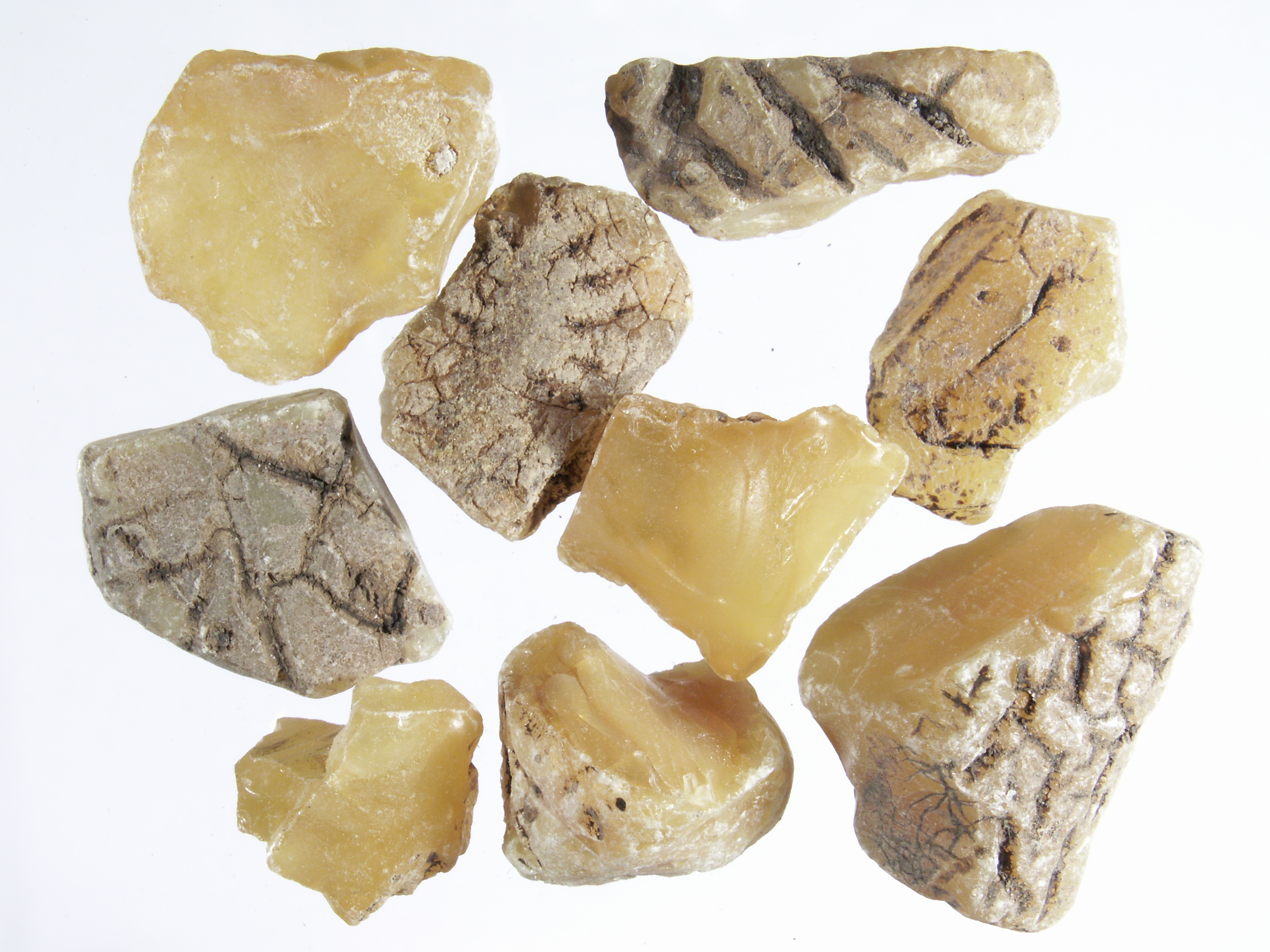
Goitschit aus dem Bitterfelder Vorkommen; Größe des größten Bruchstückes: 22 mm; Sammlung: Naturkundliches Museum Mauritianum Altenburg.

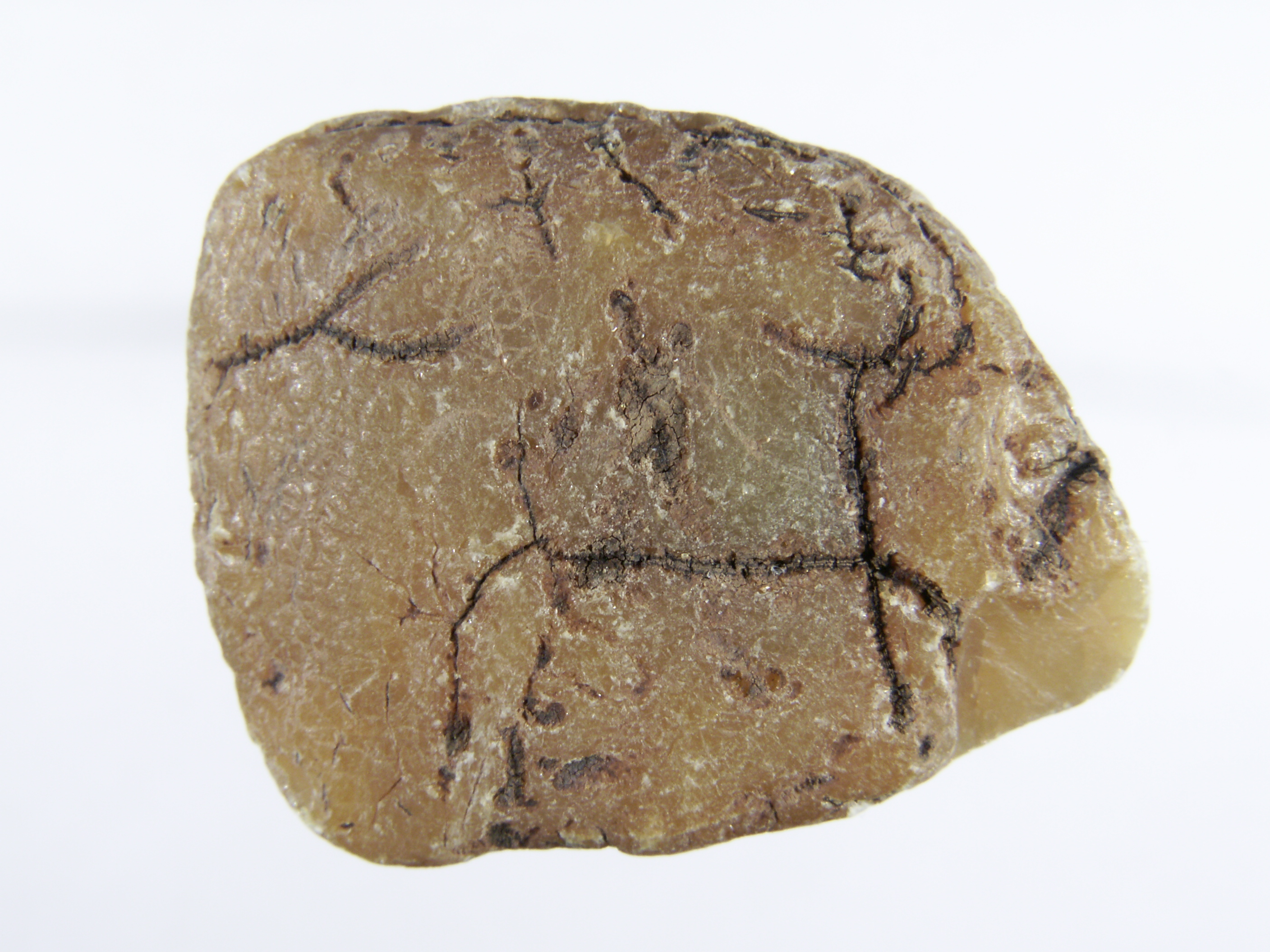
Goitschit aus dem Bitterfelder Vorkommen; Größe: 27 mm; Sammlung: Naturkundliches Museum Mauritianum Altenburg.

Goitschit ist eine Bernsteinart, die im Tagebau Goitsche bei Bitterfeld gefunden wurde. Hierauf geht auch der bei der Erstbeschreibung dieses fossilen Harzes im Jahre 1986 vergebene Name zurück.
Goitschit ist deutlich weicher als Succinit. Die stets opaken, weißlichen bis gelblichen Stücke zeigen in infrarotspektroskopischen Untersuchungen spezifische Merkmale, die eine sichere Abgrenzung von Goitschit zu anderen Bernsteinarten ermöglichen.